# Zaucie
Zaucie (biał. Завуцце, Zawuccie, ros. Заутье, Zautje) – wieś na Białorusi, w obwodzie witebskim, w rejonie miorskim, siedziba sielsowietu. W 2019 liczyła 174 mieszkańców.